# Eugenio
Eugenio es un nombre de varón. A partir de la cristianización, su uso se relaciona menos con su origen griego y más con los santos y papas que llevaron este nombre.

## Variantes
- Femenino: Eugenia.

Del griego (eu, bien y genia, origen), «el bien nacido».

### Variantes en otros idiomas
| Variantes en otras lenguas | Variantes en otras lenguas |
| -------------------------- | -------------------------- |
| Español                    | Eugenio                    |
| Alemán                     | Eugen                      |
| Asturiano                  | Euxeniu, Uxeniu            |
| Bretón                     | Ujan                       |
| Búlgaro                    | Евгени (Evgeni)            |
| Catalán                    | Eugeni                     |
| Checo                      | Evžen                      |
| Danés                      | Eugenius                   |
| Escocés                    | Eoghan, Euan, Ewan, Ewen   |
| Esperanto                  | Eŭgeno                     |
| Euskera                    | Eukeni                     |
| Finés                      | Eugenius                   |
| Francés                    | Eugène                     |
| Galés                      | Owain, Owen                |
| Gallego                    | Uxío                       |
| Georgiano                  | ევგენი (Evgeni)            |
| Griego                     | Ευγένιος (Evgénios)        |
| Húngaro                    | Jenő                       |
| Inglés                     | Eugene                     |
| Irlandés                   | Eógan, Eoghan, Owen        |
| Islandés                   | Evgeníus                   |
| Italiano                   | Eugenio                    |
| Latín                      | Eugenius                   |
| Lituano                    | Eugenijus                  |
| Macedonio                  | Евгение (Evgenie)          |
| Neerlandés                 | Eugenius, Eugeen           |
| Noruego                    | Eugenius                   |
| Polaco                     | Eugeniusz                  |
| Portugués                  | Eugênio                    |
| Rumano                     | Eugen                      |
| Ruso                       | Евгений (Evgenij)          |
| Sardo                      | Eugèniu                    |
| Serbio                     | Еугеније (Eugenije)        |
| Sueco                      | Eugenius                   |
| Ucraniano                  | Євген (Evgen)              |